# Boilermakers de Purdue
Pour les articles homonymes, voir Purdue.
Les Boilermakers de Purdue (en anglais : Purdue Boilermakers) sont un club omnisports universitaire de l'Université Purdue dans l'Indiana aux États-Unis. Les équipes des Boilermakers participent aux compétitions universitaires organisées par la National Collegiate Athletic Association. Purdue fait partie de la Big Ten Conference.
L'équipe de football américain utilise le Ross-Ade Stadium, une enceinte de 62500 places inaugurée le 22 novembre 1924. Son équipe a la réputation d'être le « berceau » des quarterbacks et le « repaire » des defensive ends.
Les basketteurs jouent à la Mackey Arena, une salle de 14804 places inaugurée le 2 décembre 1967 et rénovée entre 2007 et 2012. L'équipe masculine de basket a atteint la finale nationale NCAA en 1969 mais s'est inclinée 72 à 92 face aux Bruins de l'UCLA. En 1932, Purdue est crédité du meilleur ratio victoires/défaites au niveau national (17-1). L'équipe féminine de basket a été championnes nationales NCAA en 1999.

## Sports représentés
| Hommes (9)                                  | Femmes (9)        |
| ------------------------------------------- | ----------------- |
| Athlétisme †                                | Athlétisme †      |
| Baseball                                    | Basketball        |
| Basketball                                  | Cross country     |
| Cross country                               | Football (soccer) |
| Football américain                          | Golf              |
| Golf                                        | Natation/Plongeon |
| Lutte                                       | Softball          |
| Natation/Plongeon                           | Volley-ball       |
| Tennis                                      | Tennis            |
| † – Athlétisme en salle et/ou en plein air. |                   |

## Histoire
Purdue est un des rares programmes sportifs universitaires non financés par les frais de scolarité ou subventionnés par l'université,. Il abrite 18 équipes de division I/IA de la NCAA, dont le football américain, le basket-ball, le cross-country, le tennis, la lutte, le golf, le volley-ball, le hockey sur glace (ACHA) entre autres.
Purdue est membre fondateur de la Big Ten Conference et a joué un rôle central dans sa création. Les rivaux traditionnels incluent des équipes de la Big Ten, les Hoosiers de l'Indiana, les Fighting Illini de l'Illinois et le Fighting Irish de Notre Dame de l'Atlantic Coast Conference (dont le programme de football est indépendant),.

### Surnom
Le 26 octobre 1891, un journal de Crawfordsville, dans l'Indiana, qualifie l'équipe de football américain de Purdue de « Chaudronniers » (Boiler Makers en anglais) dans son article à la suite de leur défaite 0 à 44 contre les rivaux des Little Giants de Wabash (en), faisant références aux « brutes » de Purdue par opposition aux « intellectuels » de Wabash College (en). Les journaux de Lafayette reprennent bientôt le nom et, en octobre 1892, le journal estudiantin de Purdue The Purdue Exponent approuve ce surnom. Au cours de ses premières saisons, les joueurs de ses équipes portives est également surnommés « haymakers », « railsplitters », « sluggers » et « cornfield sailors ». Toutes ces appellations font référence à la mascotte officielle de Purdue : le Boilermaker Special (un véhicule ressemblant à une locomotive) et la mascotte costumée Purdue Pete (un chaudronnier musclé brandissant un marteau).

### Couleurs
Les couleurs de l'école, vieil or et noir, ont été choisies par la première équipe de football américain de Purdue en 1887 pour ressembler à l'orange et au noir de l'équipe alors couronnée de succès des Tigers de Princeton.

### Chanson de combat
La chanson de combat la plus connue de l'université est « Hail Purdue ! (en) ».

## Football américain

### Descriptif en début de saison 2024

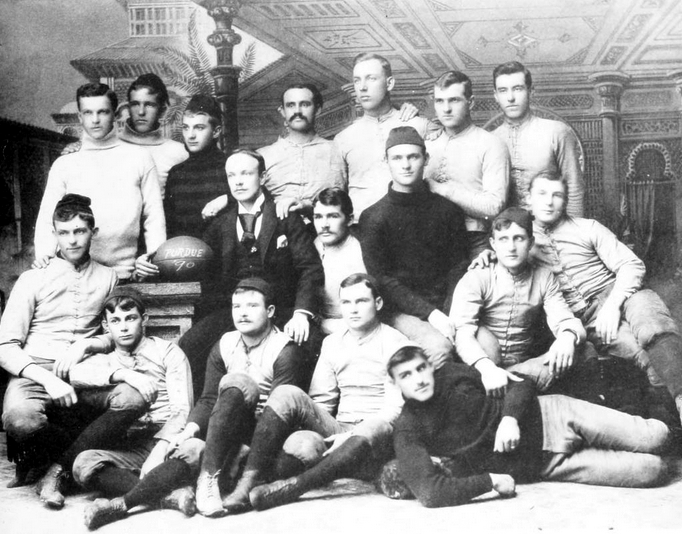
L'équipe de la saison 1890.

Autre logo.

- Couleurs :   (noir et or ancien)
- Dirigeants :
  - Directeur sportif : Mike Bobinski (en)
  - Entraîneur principal : Ryan Walters (en), 2e saison - bilan : 4 - 8 (33,3 %)
- Stade
  - Nom : Ross-Ade Stadium
  - Capacité : 61 441[7]
  - Surface de jeu : pelouse naturelle (Chiendent pied-de-poule)
  - Lieu : West Lafayette, Indiana
- Conférence :
  - Actuelle : Big Ten Conference, Division West
  - Ancienne :
    - Indépendants (1887–1890, 1895)
    - Indiana Intercollegiate Athletic Association (1891–1894)
    - Western Athletic Conference (1896–1952)
- Internet :
  - Nom site Web : purduesports.com
  - URL : https://purduesports.com/splash.aspx?id=splash_42&path=football
- Bilan des matchs :
  - Victoires : 641(51,7 %)
  - Défaites : 597
  - Nuls : 48
- Bilan des Bowls :
  - Victoires : 11 (52,4 %)
  - Défaites : 10
- College Football Playoff : -
- Titres :
  - Titre national : 1 (1931)
  - Titre national non réclamé par l'université : 1 (1943)
  - Titres de conférence : 12 (1891, 1892, 1893, 1894, 1918, 1929, 1931, 1932, 1943, 1952, 1967, 2000)
  - Titres de la division West de la Big 10 : 1 (2022)
- Joueurs :
  - Vainqueurs du Trophée Heisman : 0
  - Sélectionnés All-American : 21
- Hymne : Hail Purdue! (en)
- Mascotte : Boilermaker Special (en) et Purdue Pete (en)
- Fanfare : Purdue All-American Marching Band (en)
- Rivalités :
  - Illinois
  - Indiana
  - Notre Dame

### Palmarès
- Titre national :

Purdue s'est vu décerner rétroactivement le titre de champion national pour la saison 1931 par l'importante agence de cotation Parke Davis,, à égalité avec l'équipe des Panthers de Pittsburg,. Cependant la NCAA a reconnu les Trojans de l'USC comme champion national 1931, Purdue n'ayant conquis aucun titre officiellement reconnu par la NCAA
| Saison | Entraîneur  | Agence de cotation | Bilan | Bilan      |
| ------ | ----------- | ------------------ | ----- | ---------- |
| Saison | Entraîneur  | Agence de cotation | Total | Conférence |
| 1931   | Noble Kizer | Parke H. Davis     | 9 - 1 | 5 - 1      |
- Titres de conférence :

Purdue a remporté douze(12) titres de champion de conférence dont sept à égalité (†)
Quatre (4) ont été acquis dans l'Indiana Intercollegiate Athletic Association (en) et huit (8) dans la Big Ten Conference.
| Saison | Entraîneur      | Conférence                                   | Bilan global | Bilan de conférence |
| ------ | --------------- | -------------------------------------------- | ------------ | ------------------- |
| 1891   | Knowlton Ames   | Indiana Intercollegiate Athletic Association | 4–0          | 4–0                 |
| 1892   | Knowlton Ames   | Indiana Intercollegiate Athletic Association | 8–0          | 4–0                 |
| 1893   | D.M. Balliet    | Indiana Intercollegiate Athletic Association | 5–2–1        | 4–0                 |
| 1894   | D.M. Balliet    | Indiana Intercollegiate Athletic Association | 9–1          | 4–0                 |
| 1918†  | A. G. Scanlon   | Big Ten Conference                           | 3–3          | 1–0                 |
| 1929   | James Phelan    | Big Ten Conference                           | 8–0          | 5–0                 |
| 1931†  | Noble Kizer     | Big Ten Conference                           | 9–1          | 5–1                 |
| 1932†  | Noble Kizer     | Big Ten Conference                           | 7–0–1        | 5–0–1               |
| 1943†  | Elmer Burnham   | Big Ten Conference                           | 9–0          | 6–0                 |
| 1952†  | Stu Holcomb     | Big Ten Conference                           | 4–3–1        | 4–1–1               |
| 1967†  | Jack Mollenkopf | Big Ten Conference                           | 8–2          | 6–1                 |
| 2000†  | Joe Tiller      | Big Ten Conference                           | 8–4          | 6–2                 |
- Titre de division :

Purdue a remporté un titre de division :
| Saison | Conférence         | Division | Entraîneur | Finale de conférence   | Finale de conférence |
| ------ | ------------------ | -------- | ---------- | ---------------------- | -------------------- |
| Saison | Conférence         | Division | Entraîneur | Adversaire             | Résultat             |
| 2022   | Big Ten Conference | West     | Jeff Brohm | Wolverines du Michigan | P, 22 - 43           |
- Bowls :

Purdue a participé à vingt et un (21) bowls universitaires :
| Saison | Bowl                  | Adversaire                     | Résultat                       | Entraîneur |
| ------ | --------------------- | ------------------------------ | ------------------------------ | ---------- |
| 1966   | Jack Mollenkopf       | Rose Bowl 1967                 | Trojans de l'USC               | G, 14–13   |
| 1978   | Jim Young             | Peach Bowl 1978                | Yellow Jackets de Georgia Tech | G, 41–21   |
| 1979   | Jim Young             | Bluebonnet Bowl 1979           | Volunteers du Tennessee        | G, 27–22   |
| 1980   | Jim Young             | Liberty Bowl 1980              | Tigers du Missouri             | G, 28–25   |
| 1984   | Leon Burtnett         | Peach Bowl 1984                | Cavaliers de la Virginie       | P, 24–27   |
| 1997   | Joe Tiller            | Alamo Bowl 1997                | Cowboys d'Oklahoma State       | G, 33–20   |
| 1998   | Joe Tiller            | Alamo Bowl 1998                | Wildcats de Kansas State       | G, 37–34   |
| 1999   | Joe Tiller            | Outback Bowl 2000              | Bulldogs de la Géorgie         | P, 25–28   |
| 2000   | Joe Tiller            | Rose Bowl 2001                 | Huskies de Washington          | P, 24–34   |
| 2001   | Joe Tiller            | Sun Bowl 2001                  | Cougars de Washington State    | P, 27–33   |
| 2002   | Joe Tiller            | Sun Bowl 2002                  | Huskies de Washington          | G, 34–24   |
| 2003   | Joe Tiller            | Capital One Bowl 2004          | Bulldogs de la Géorgie         | P, 27–34   |
| 2004   | Joe Tiller            | Sun Bowl 2004                  | Sun Devils d'Arizona State     | P, 23–27   |
| 2006   | Joe Tiller            | Champs Sports Bowl 2006        | Terrapins du Maryland          | P, 07–24   |
| 2007   | Joe Tiller            | Motor City Bowl 2007           | Chippewas de Central Michigan  | G, 51–48   |
| 2011   | Danny Hope            | Little Caesars Pizza Bowl 2011 | Broncos de Western Michigan    | G, 37–32   |
| 2012   | Patrick Higgins       | Heart of Dallas Bowl 2013      | Cowboys d'Oklahoma State       | P, 14–58   |
| 2017   | Jeff Brohm            | Foster Farms Bowl 2017         | Wildcats de l'Arizona          | G, 38–35   |
| 2018   | Jeff Brohm            | Music City Bowl 2018           | Tigers d'Auburn                | P, 14–63   |
| 2021   | Jeff Brohm            | Music City Bowl 2021           | Volunteers du Tennessee        | G, 48–45   |
| 2022   | Brian Brohm (intérim) | Citrus Bowl 2022               | Tigers de LSU                  | P, 07–63   |

### Stades

#### Stuart Field (1892–1924)
Le Stuart Field (en) est inauguré le 16 avril 1892
 en l'honneur de Charles B. et William V. Stuart, deux frères ayant siégé au conseil d'administration de l'université. Érigé à l'origine sur un terrain de sept acres (2,8 ha) pouvant accueillir 800 spectateurs, il double de surface dans les années 1910 ce qui lui permet d'accueillir 5000 spectateurs.

#### Ross–Ade Stadium (depuis 1924)

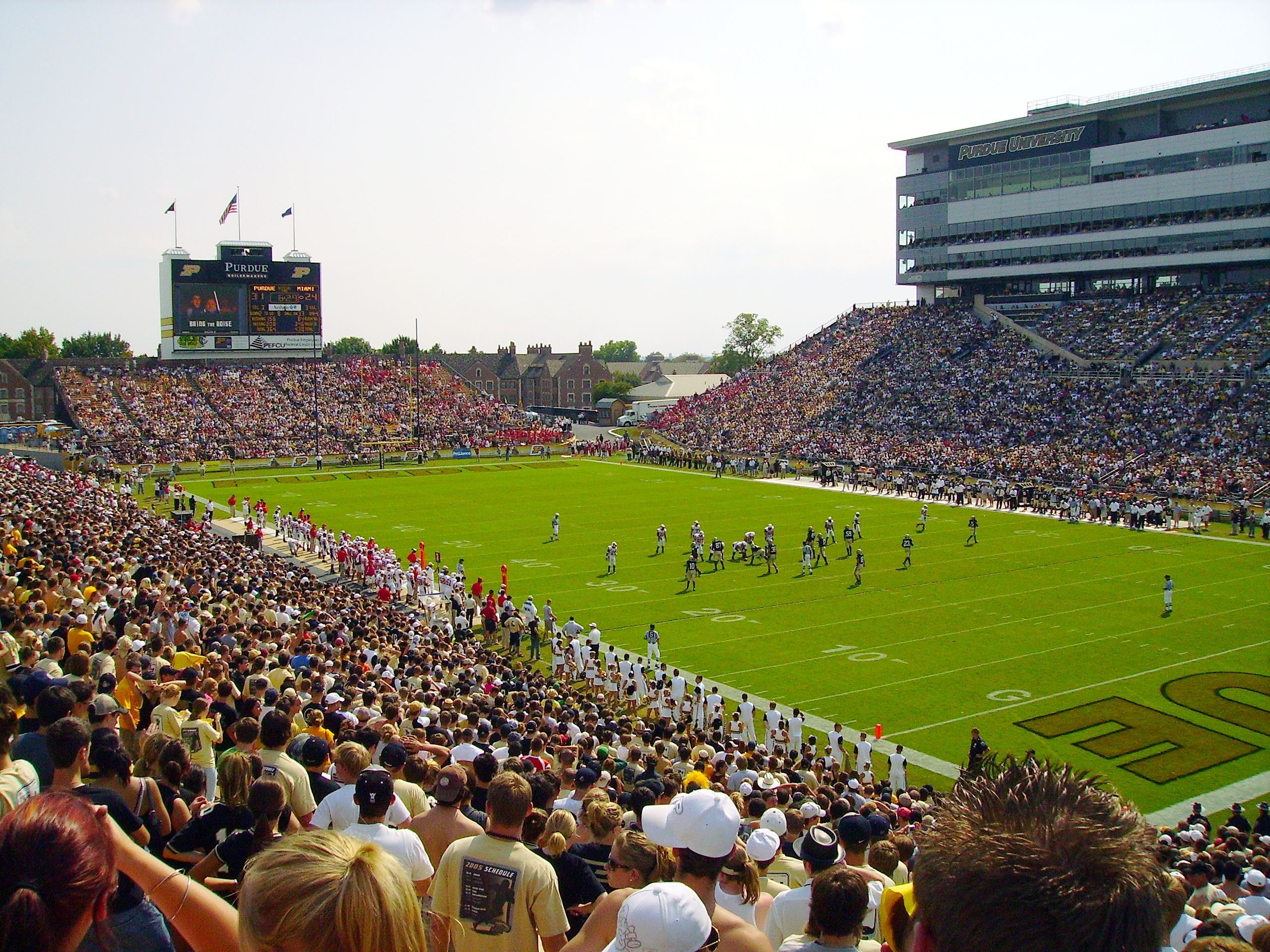
Le Ross-Ade Stadium lors d'un match en 2006.

Les Boilermakers utilisent le Ross-Ade Stadium depuis 1924 pour ses matchs à domicile. Il est ainsi dénommé en référence à David E. Ross (en) et George Ade (en), les deux principaux donateurs ayant permis la construction du stade. Il est inauguré le 22 novembre 1924 et possède une capacité d'accueil de 13 500 places assises et 5 000 places debout. Sa capacité est portée à 68 000 sièges après plusieurs transformations et rénovations (70 000 avec les places debout). En 2001, l'université commence une rénovation d'un montant de 70 millions de $62500 afin de réduire cette capacité à 62 500 places. La capacité actuelle est de 57236 sièges (+ de 60 000 avec les places debout). Après les rénovations de 2023 au niveau de la end-zone sud, la capacité  du stade est passée à 61 441 spectateurs.

#### Mollenkopf Athletic Center
L'équipe de football américain dispose d'une salle d'entraînement dénommée le « Mollenkopf Athletic Center » un terrain de football d'entraînement complet, une vaste salle de musculation et des bureaux pour le programme de football. Le « Purdue Football Hall of Glory » se trouve également à Mollenkopf.

### Rivalités
| Équipes       | Trophée           | Bilan Purdue | Bilan Purdue | Bilan Purdue | Bilan Purdue | 1er match | Dernier match |
| ------------- | ----------------- | ------------ | ------------ | ------------ | ------------ | --------- | ------------- |
| Équipes       | Trophée           | V.           | D.           | N.           | %            | 1er match | Dernier match |
| Illinois (en) | Purdue Cannon     | 48           | 45           | 6            | 48,5         | 1890      | 2023          |
| Indiana (en)  | Old Oaken Bucket  | 77           | 42           | 6            | 61,6         | 1891      | 2023          |
| Notre Dame    | Shillelagh Trophy | 26           | 57           | 2            | 22,9         | 1896      | 2021          |

#### Illinois
La rivalité a commencé en 1890. Illinois détient la plus longue série de victoires consécutives soit onze (11) obtenues entre 1906 et 1919.
Le match est surnommé le Purdue Canon et son trophée est un canon de taille réduite. Il est entretenu par le « Tomahawk Service and Leadership Honorary » à Purdue et l'« Illini Pride » (en fonction du vainqueur du match).
L'origine du canon date de 1905 lorsqu'un groupe d'étudiants espiègles de Purdue décide d'emmener un canon pour le match disputé en déplacement à Champaign, prévoyant de le faire tirer après le match en célébration de la victoire probable des Boilermakers. Les partisans d'Illinois, dont Quincy A. Hall, découvrent cependant le canon dissimulé sous un petit pont à proximité du terrain et l'emportent avant que les étudiants de Purdue ne puissent commencer leur célébration, Purdue ayant gagné 29 à 0. Hall le déplace ensuite dans sa ferme située près de Milford dans l'Illinois, où il survit à un incendie et prend la poussière. Hall suggère bien plus tard de l'utiliser comme trophée pour le match de rivalité lorsque celle-ci reprend en 1943 après une interruption de 11 saisons. Il est présenté à la mi-temps aux directeurs sportifs des deux universités, Doug Mills et Guy Mackey.
Avant que le Purdue Cannon ne devienne une tradition annuelle, Illinois menait la série avec 15 victoires pour 8 à Purdue et 2 nuls. Le trophée a été remporté à 40 reprises par Purdue contre 30 à Illinois et 2 nuls.

#### Indiana
Les Hoosiers sont les plus gros rivaux des Boilermakers, ces équipes étant installées toutes deux dans l'Indiana. Le premier match a été disputé en 1891. Les équipes se sont pratiquement rencontrées chaque année depuis lors.
La plus large victoire est à l'actif de Purdue en 1892 sur le score de 68 à 0. La plus longue série de victoires consécutives est détenue par Purdue, avec 10 victoires s'étalant de 1948 à 1957. Indiana n'a actuellement remporté que maximum 4 matchs de suite (1944-1947 et 2013-2016).
Le surnnom et le trophée de cette rivalité est l'Old Oaken Bucket. Depuis la saison 1925, le trophée est remis au vainqueur du match qui le conserve jusqu'à la prochaine rencontre. Il s'agit d'un vieux seau en chêne qui était utilisé dans l'Indiana pour prélever l'eau des puits et qui fut retrouvé dans la ferme de la famille Bruner installée depuis les années 1840 dans le sud de l'Indiana. Après restauration, il est mis en jeu pour la première fois en 1925. La tradition veut qu'après chaque match, l'initiale de l'université l'ayant remporté y soit attachée après chaque match (« I », « P » ou « I-P » en cas de nul). Au fil du temps, plusieurs chaines de lettres ont donc été reliées au seau. Le score, la date et le lieu du match sont gravés sur chaque lettre. Le premier match de 1925 se soldant sur un partage, les lettres « IP » furent suspendues à la anse en fer du seau. Une plaquette avec la mention « Old Oaken Bucket - Purdue vs. Indiana - Estabvlished 1925 » est scellée à mi hauteur du seau. Depuis son instauration en 1925, Purdue l'a remporté à 63 reprises pour 32 par Indiana et 3 nuls.

#### Notre Dame

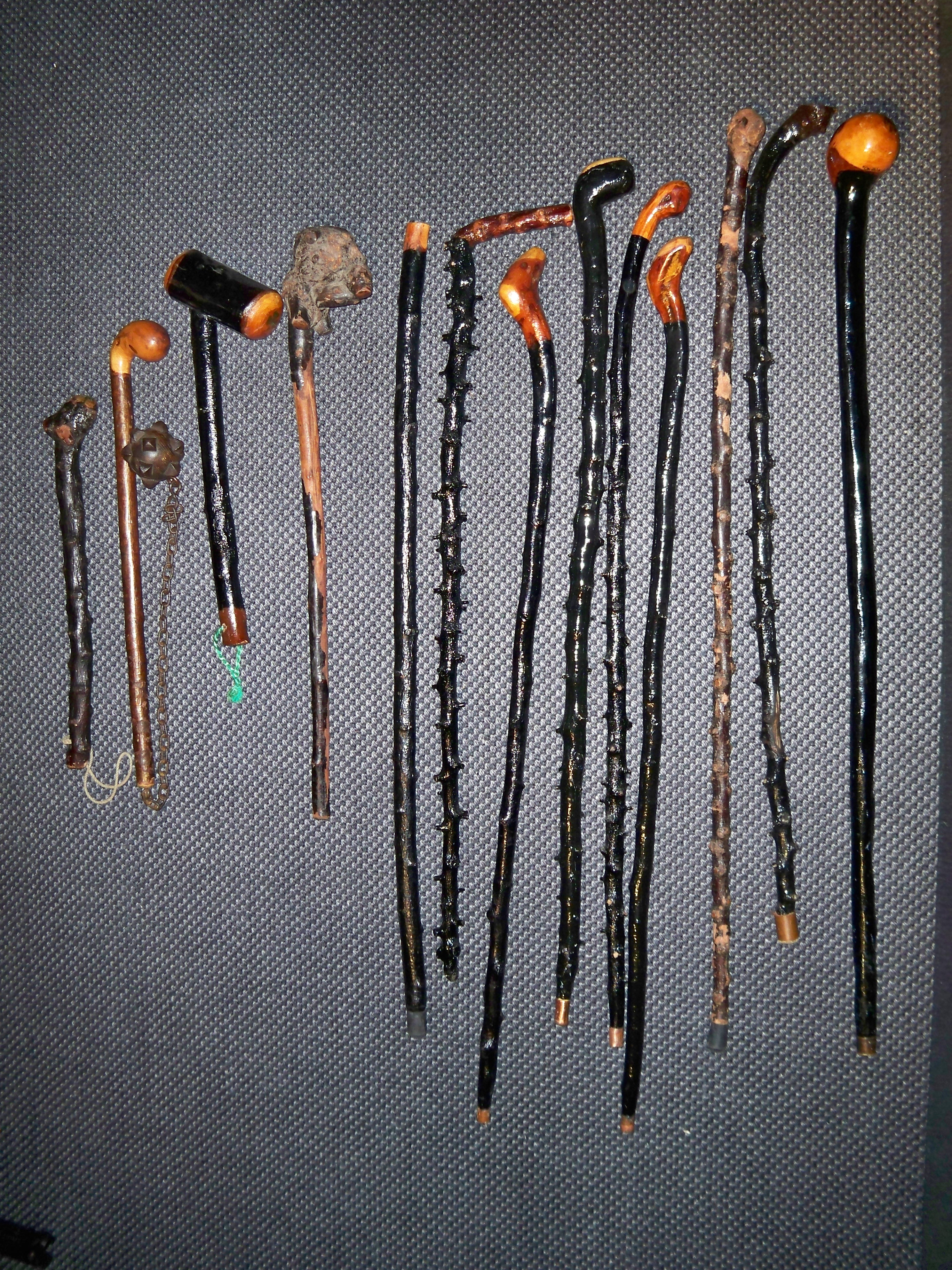
Divers type de Shyllelagh irlandais.

La rivalité Notre Dame-Purdue commence en 1896. Depuis, les Boilermakers rencontrent régulièrement le Fihhting Irish de Notre Dame, le match ayant même lieu chaque année entre 1946 et 2014. Entre 1986 et 1996, Notre Dame a remporté onze (11) matchs consécutifs (plus longue série de la rivalité).
Le Shillelagh Trophy est le trophée décerné depuis la saison 1957 au vainqueur du match, le vainqueur conservant le trophée jusqu'à la prochaine rencontre. Notre Dame l'a remporté à 38 reprises contre 19 à Purdue.
Le trophée représente un Shillelagh, soit un bâton de marche en bois avec un gros bout en son sommet et ressemble à un club de golf ou à un gourdin. Il est associé à l'Irlande et au folklore irlandais. Il fut apporté d'Irlande et donné par Joe McLaughlin, marin dans la marine marchande et supporter des Fighting Irish de Notre Dame.

### Traditions

#### Berceau des quarterbacks

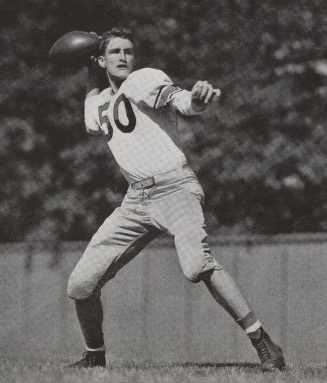
, le plus ancien membre du Cradle of Quarterbacks.

Le programme de football américain de l'université Purdue a longtemps été réputé pour produire d'excellents quarterbacks lesquels sont devenus des stars en NFL après avoir établi plusieurs records au sein de leurs universités, de la Big Ten Conference et de la NCAA, et après avoir remporté de nombreux prix et trophées en NCAA. Ils ont été reconnus All-Americans et certains intronisés au College et au Pro Football Hall of Fame. Cette longue tradition a eu pour effet de surnommer l'université Purdue de « Cradle of Quarterbacks » (« berceau des quarterbacks » en français).
Lorsque Drew Brees conduit les Saints de La Nouvelle-Orléans à la victoire au Super Bowl XLIV, Purdue devient la deuxième université de l'histoire à produire trois quarterbacks différents ayant remporté un Super Bowl. Le premier quarterback de Purdue à avoir remporté un titre national en NFL est Cecil Isbell (en) avec les Packers de Green Bay en 1939.
| Joueur              | Saisons comme titulaire | Draft de la NFL                           | Titre(s) NFL                                                                           |
| ------------------- | ----------------------- | ----------------------------------------- | -------------------------------------------------------------------------------------- |
| Cecil Isbell (en)   | 1938-1942               | 7e choix par les Packers de Green Bay     | Titre national NFL 1939 Membre du College Football Hall of Fame                        |
| Dale Samuels (en)   | 1950–1952               | 28e choix par le Cardinals de Chicago     | -                                                                                      |
| Bob DeMoss (en)     | 1945–1948               | 13e choix par les Bulldogs de New York    | -                                                                                      |
| Len Dawson          | 1954–1956               | 5e choix par les Steelers de Pittsburgh   | Vainqueur et MVP du Super Bowl IV Membre du Pro Football Hall of Fame                  |
| Bob Griese          | 1964–1966               | 4e choix par les Dolphins de Miami        | Vainqueur du Super Bowls VII et VIII Membre du College et du Pro Football Hall of Fame |
| Mike Phipps (en)    | 1967–1969               | 3e choix par les Browns de Cleveland      | Membre du College Football Hall of Fame                                                |
| Gary Danielson (en) | 1970–1972               | non sélectionné à la draft                | -                                                                                      |
| Mark Herrmann       | 1977–1980               | 98e choix par les Broncos de Denver       | Membre du College Football Hall of Fame                                                |
| Scott Campbell (en) | 1980–1983               | 191e choix par les Steelers de Pittsburgh | -                                                                                      |
| Jim Everett (en)    | 1981–1985               | 3e choix par les Oilers de Houston        | -                                                                                      |
| Kyle Orton          | 2001–2004               | 106e choix par les Bears de Chicago       | -                                                                                      |
| Drew Brees          | 1998–2000               | 32e choix par les Chargers de San Diego   | Vainqueur et MVP du Super Bowl XLIV                                                    |
| Curtis Painter (en) | 2005–2008               | 201e choix par les Colts d'Indianapolis   | -                                                                                      |

#### Repaire des Defensive Ends

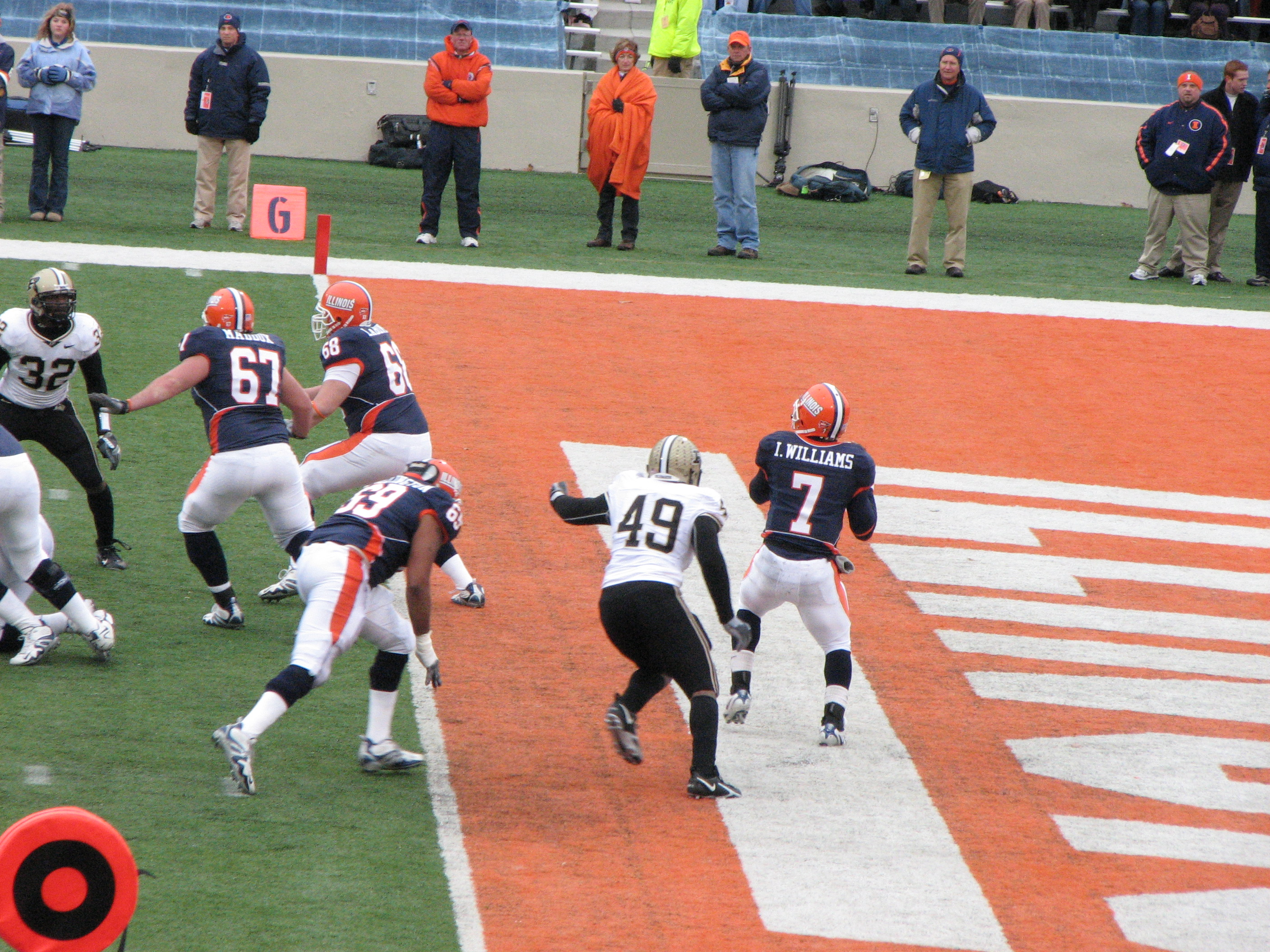
(no 49) avant le sack sur (no 7) de l'Illinois.

Purdue a également une tradition plus récente d'envoyer des defensive ends dans la NFL puisque depuis 1999, Purdue en a eu 10 de sélectionné lors des drafts. Ceux-étant performants dans la NFL, Purdue a gagné le surnom de « Den of Defensive Ends ».
| Nom                    | Saisons       | Draft de la NFL                                               |
| ---------------------- | ------------- | ------------------------------------------------------------- |
| George Karlaftis †     | 2019–21       | 30e choix, sélectionné par les Chiefs de Kansas City          |
| Ryan Kerrigan          | 2007–10       | 16e choix, sélectionné par les Redskins de Washington         |
| Cliff Avril †          | 2004–07       | 92e choix, sélectionné par les Lions de Détroit               |
| Anthony Spencer (en)   | 2003–06       | 26e choix, sélectionné par les Cowboys de Dallas              |
| Rob Ninkovich †        | 2004–05       | 135e choix, sélectionné par les Saints de La Nouvelle-Orléans |
| Ray Edwards (en)       | 2003–05       | 127e choix, sélectionné par les Vikings du Minnesota          |
| Shaun Phillips         | 2000–03       | 98e choix, sélectionné par les Chargers de San Diego          |
| Akin Ayodele (en)      | 1999–2001     | 89e choix, sélectionné par les Jaguars de Jacksonville        |
| Chike Okeafor (en)     | 1994–96, 1998 | 89e choix, sélectionné par les 49ers de San Francisco         |
| Rosevelt Colvin (en) † | 1995–98       | 111e choix, sélectionné par les Bears de Chicago              |
| Keena Turner (en) †    | 1976–79       | 39e choix, sélectionné par les Dolphins de Miami              |
| Lamar Lundy            | 1954–56       | 47e choix, sélectionné par les Rams de Los Angeles            |
| Leo Sugar (en)         | 1949–51       | 123e choix, sélectionné par les Cardinals de Chicago          |

Note : † Defensive ends tituaire et ayant remporté un Super Bowl.

#### La fanfare
Le Purdue All-American Marching Band (en) (AAMB) est la fanfare officielle de l'Université Purdue. Elle est la principale source de divertissement auxiliaire pour les matchs de football américain de l'université. Elle participe également à de nombreux spectacles dans les lycées, collèges et écoles primaires. Chaque année depuis 1927, elle est présente officiellement à la course automobile des 500 miles d'Indianapolis. Composé de 5 membres à l'origine, le groupe en compte actuellement de 373, ce qui en fait l'une des plus grandes fanfares au monde. Les deux caractéristiques les plus distinctives de l'AAMB sont le plus grand tambour du monde et le show effectué avec le bâton par la majorette habillée en or (la Purdue Golden Girl),.
En 1886, le Purdue Student Army Training Corps, formé de 5 hommes, joue de la musique aux stagiaires de l'armée pendant leurs courses matinales d'entraînement. Fonctionnant sans directeur jusqu'en 1904, le groupe commence à jouer lors de matchs de football américain de Purdue et comporte alors plus de 50 membres. En 1904, l'étudiant Paul Spotts Emrick rejoint le groupe en tant que chef d'orchestre. Son expérience lui vaut d'être élu président et directeur du groupe l'année suivante. Au cours de sa dernière année à Purdue, la fanfare, dirigée par Emrick, est devenue le premier groupe à rompre les rangs et à former une lettre sur le terrain – le fameux bloc « P »,.
Emrick est resté directeur après avoir obtenu son diplôme en 1908. En 1921, il charge la Leedy Manufacturing Company (en) de construire le plus grand tambour du monde (le Purdue Big Bass Drum (en)) qui depuis lors fait partie de la fanfare. En 1935, lors d'un match opposant Purdue à l'Université Northwestern, le groupe met des lumières sur ses uniformes pendant lors de son spectacle à la mi-temps. Les lumières du stade étant éteintes, le groupe suscite une telle admiration de la part du radiodiffuseur Ted Husing (en) qu'il les qualifie de « véritable All-American marching band », d'où le titre actuel du groupe.

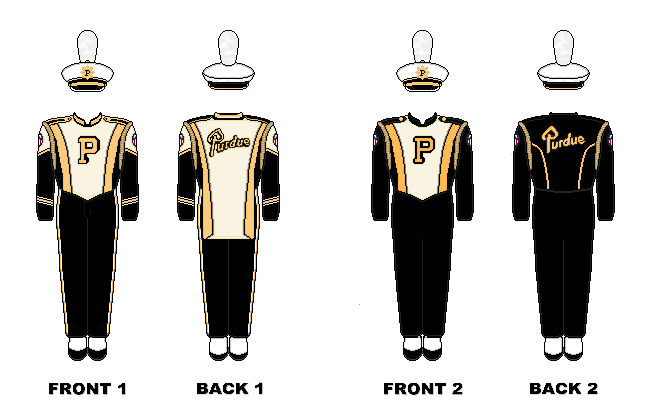
Les uniformes de la fanfare.
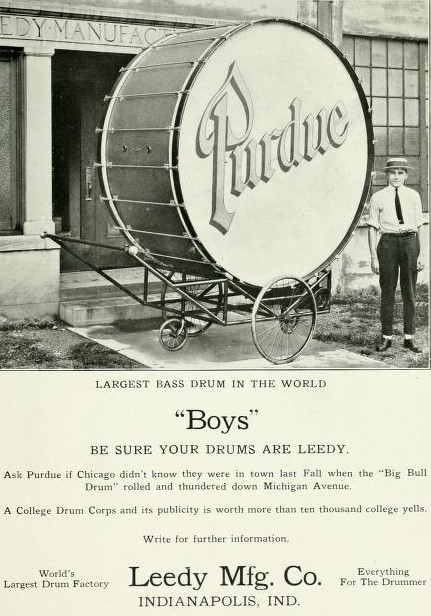
Le Purdue Big Bass Drum en 1922.
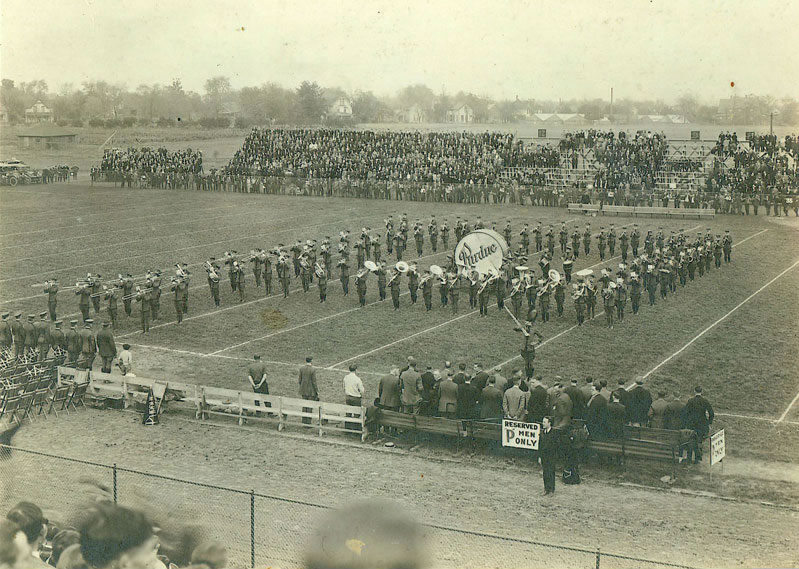
La fanfare en formation « Bloc P » en 1922.
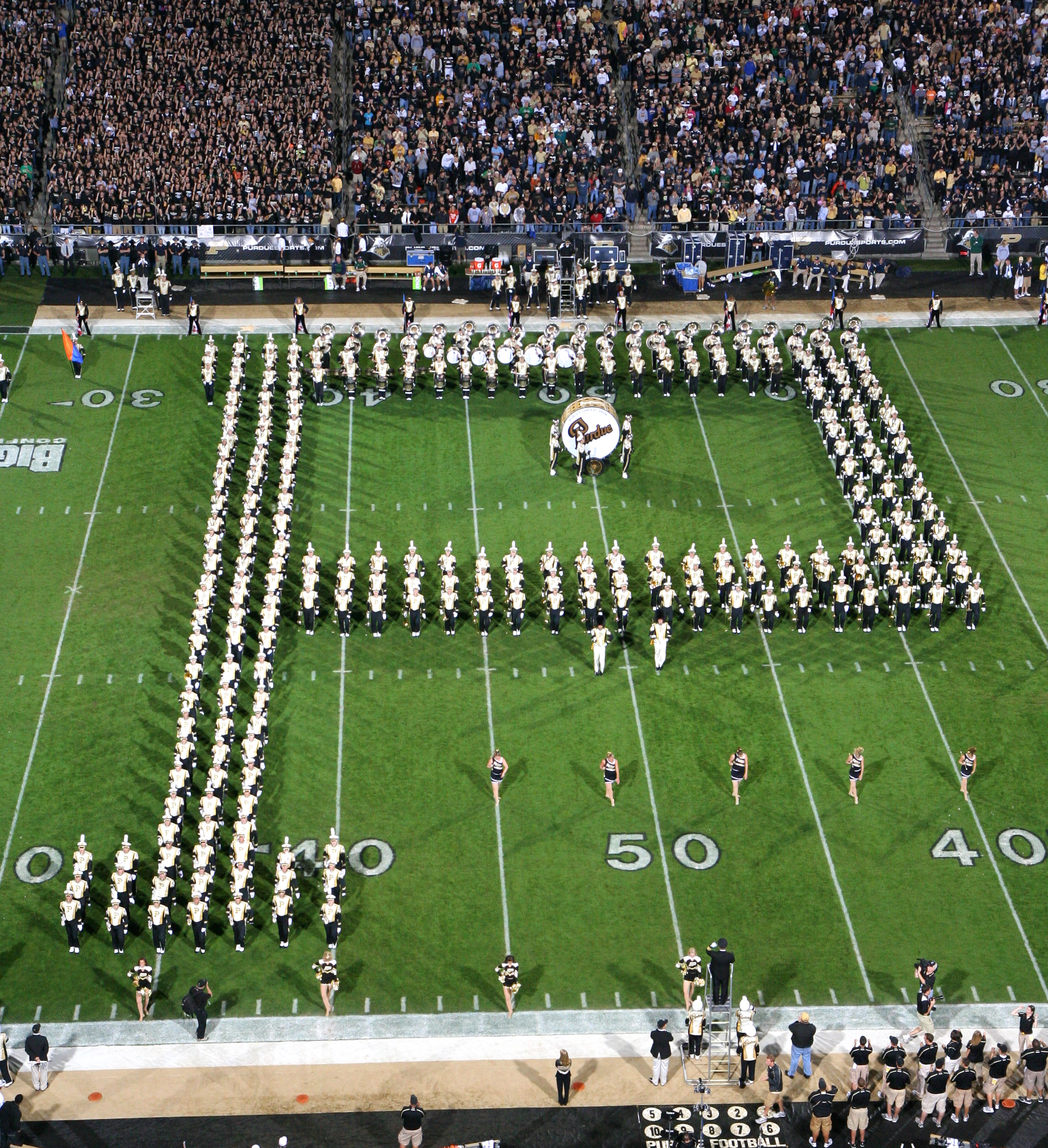
« Bloc P » de nuit en septembre 2009.
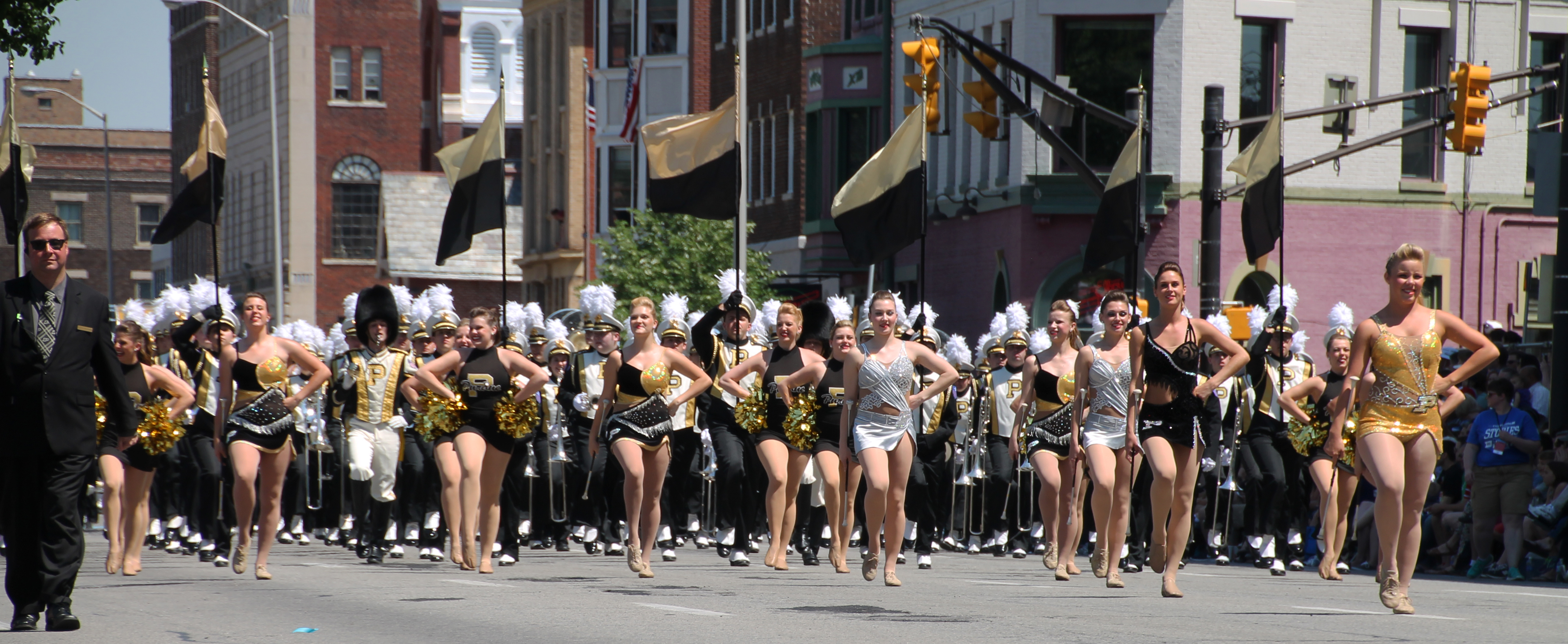
Parade de la fanfare lors des 500 miles d'Indianapolis en 2015 avec la Purdue Golden Girl à la tête des majorettes.

#### Les mascottes
- Boilermaker Special :

Le Boilermaker Special (en) est la mascotte officielle de l'Université Purdue à West Lafayette, Indiana. Elle ressemble à une locomotive de chemin de fer de l'époque victorienne et est construite sur un châssis de camion. Il est exploité et entretenu par les étudiants membres du Purdue Reamer Club.
L'Université Purdue est une université octroyant des terres (soit une université agricole et mécanique (A&M)) créée par la loi Morrill de 1862. Dans les années 1890, Purdue est devenue un leader dans la recherche sur la technologie ferroviaire. Pendant de nombreuses années, l'université a exploité le « Schenectady No. 1 », et plus tard le « Schenectady No. 2 », sur un dynamomètre dans un laboratoire d'ingénierie du campus de West Lafayette. Il s'agissait de locomotives à vapeur de type 4-4-0 fabriquées par Baldwin Locomotive Works de Philadelphie en Pennsylvanie. Le Schenectady était une conception classique de l'ère victorienne, similaire dans sa construction au Western and Atlantic Railroad No. 3 (voir The General (locomotive) (en) exposé au Southern Museum of Civil War and Locomotive History (en)). Purdue exploitait même son propre chemin de fer pour relier le campus à une ligne ferroviaire principale. Dans les années 1930, le dynamomètre a été mis hors service et le « Schenectady No. 2 » a été retiré du service alors que l'industrie ferroviaire aux États-Unis passait des locomotives à vapeur aux locomotives diesel-électriques.
Purdue n'avait pas de mascotte et en 1939, Israël Selkowitz, étudiant à Purdue, suggère d'en adopter une officielle pour représenter l'héritage technique de Purdue. Il propose initialement un « homme mécanique ». Après de nombreux débats, il est décidé de construire une locomotive sur un châssis d'automobile. Ce choix permet à la mascotte de s'appuyer sur l'héritage technique et ferroviaire de Purdue, ainsi que de représenter de manière significative le surnom de l'université « Chaudronniers » (Boilermakers en anglais).
Ce surnom de apparait au cours des premières années de la pratique du football américain à Purdue. Il y avait eu des rumeurs selon lesquelles l'université recrutait des chaudronniers costauds des magasins Monon Railroad situés à Lafayette, comme étudiants/joueurs pour aider à renforcer la faible équipe de football de l'université. Lorsqu'une compagnie de chemin de fer ajoutait un train supplémentaire à ceux prévus, il était appelé « special ». Ainsi, les trains qui transportaient les équipes sportives de Purdue et leurs fans vers d'autres villes pour des compétitions sportives étaient connus sous le nom de « Boilermaker Specials ». C'était le nom tout trouvé pour dénommer la première mascotte de Purdue.
Le soutien financier du premier « Boilermaker Specials » a été fourni par des membres clés de la promotion de 1907 de l'Université Purdue et par des membres du Purdue Reamer Club des promotions de 1940 et 1941.
La dernière version du Boilermaker Special est le Boilermaker X-tra Special VIII, mis en activité en juin 2017. Il succède aux Boilermaker Special I (1940), II (1953), III (1960), Boilermaker X-tra Special IV (1979), au Boilermaker Special V (1995), au Boilermaker X-tra Special VI (1996) et au Boilermaker Special VII (2011). Un Boilermaker Special IX devrait être prêt pour l'été 2025.
Un wagon pour 30 passagers est créé en 1956. Il a été mis hors service en 1993 lorsque le Special V est sorti.

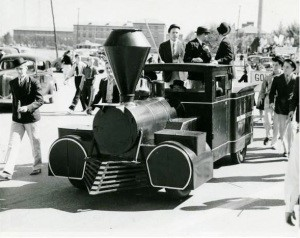
Le Boilermaker I (1940-1953).
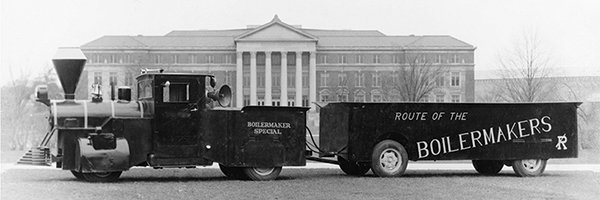
Le Boilermaker II (1953-1960) avec son wagon pour passagers (1956-1993)
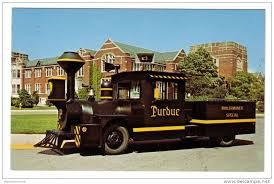
Le Boilermaker II (1960-1993)
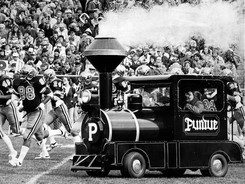
Le Boilermaker X-tra Special IV (1979 - 1996)
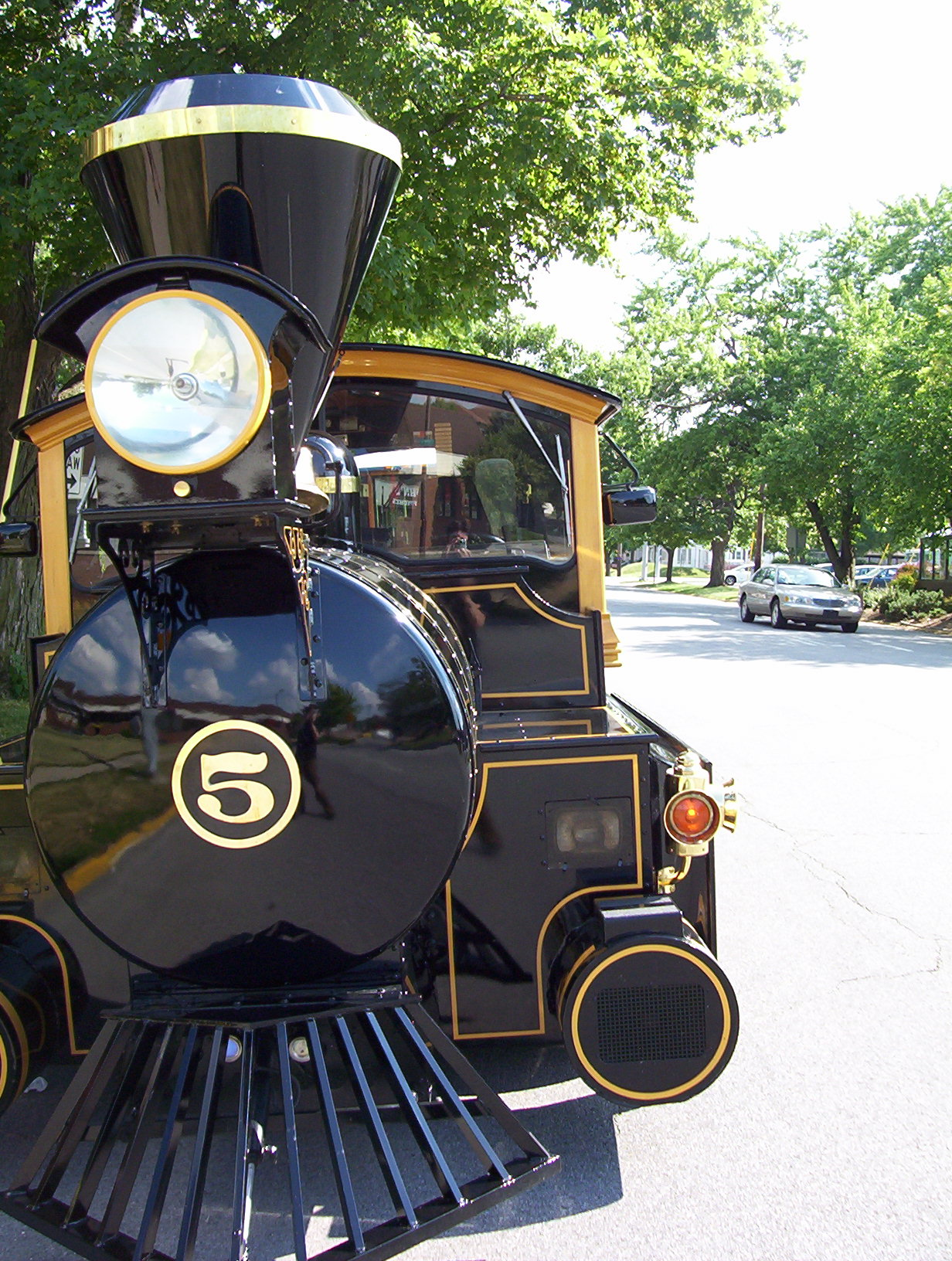
Le Boilermaker Special V (1993–2011).
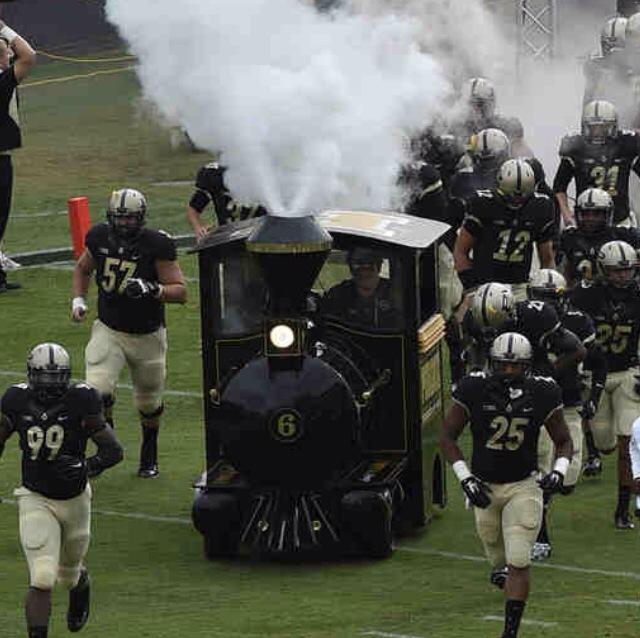
Le Boilermaker X-tra Special VI (1996 - 2017)
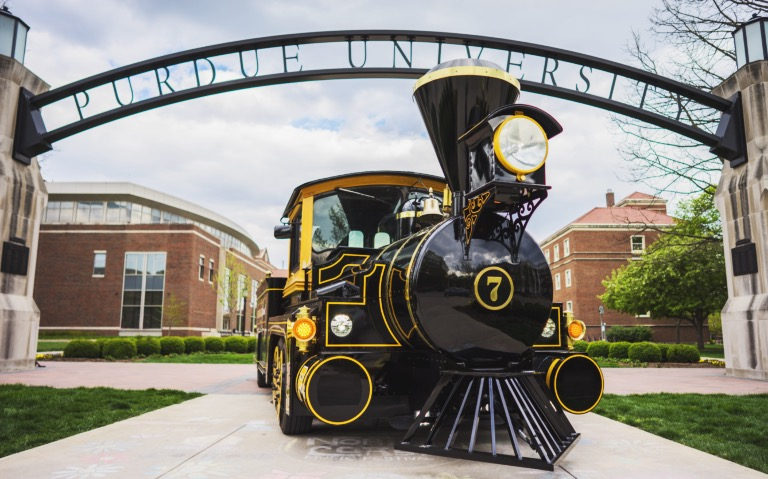
Le Boilermaker Special VII (Depuis 2011).
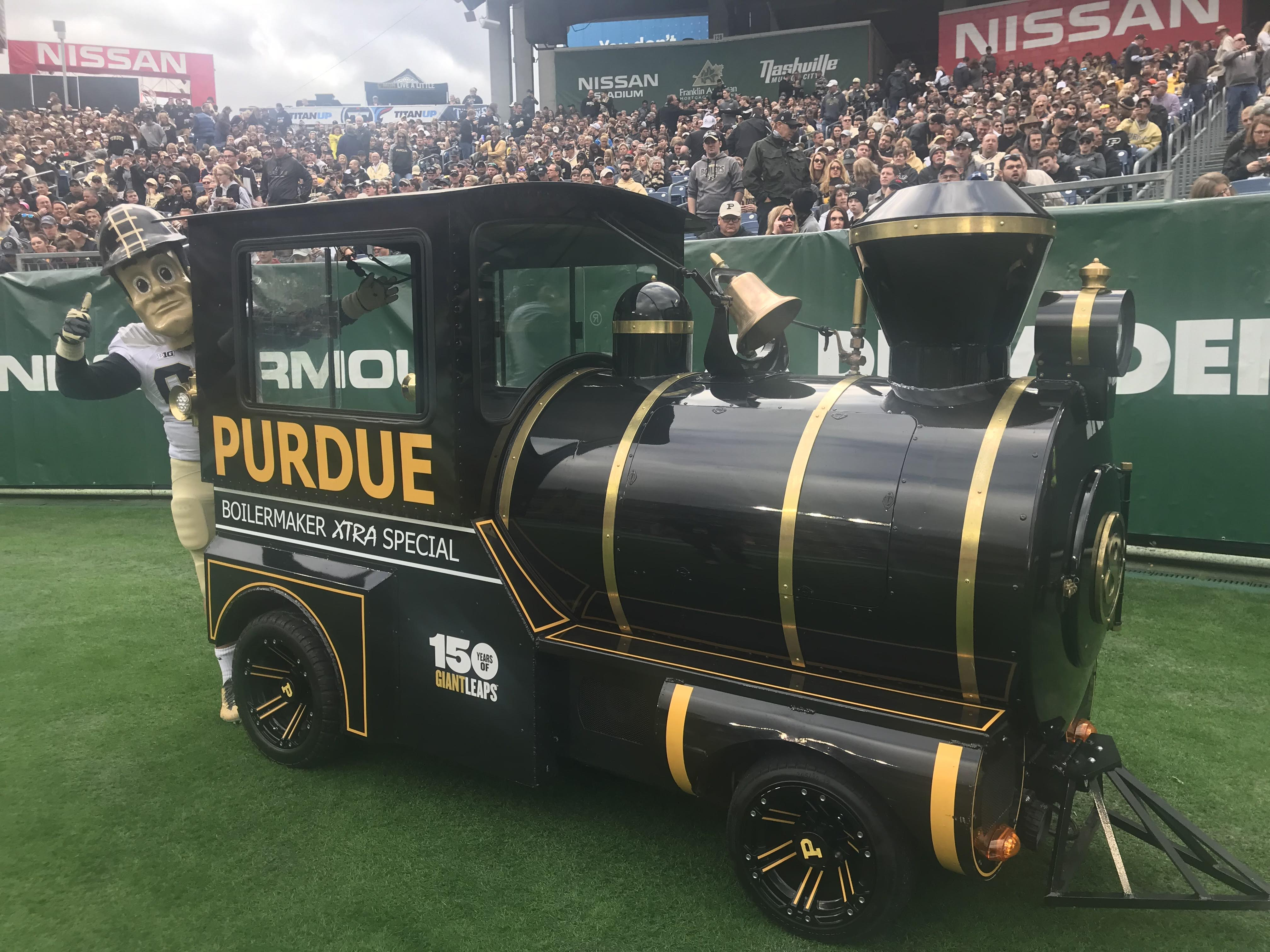
Le Boilermaker X-tra Special VIII (depuis 2017) avec Purdue Pete

- Purdue Pete :

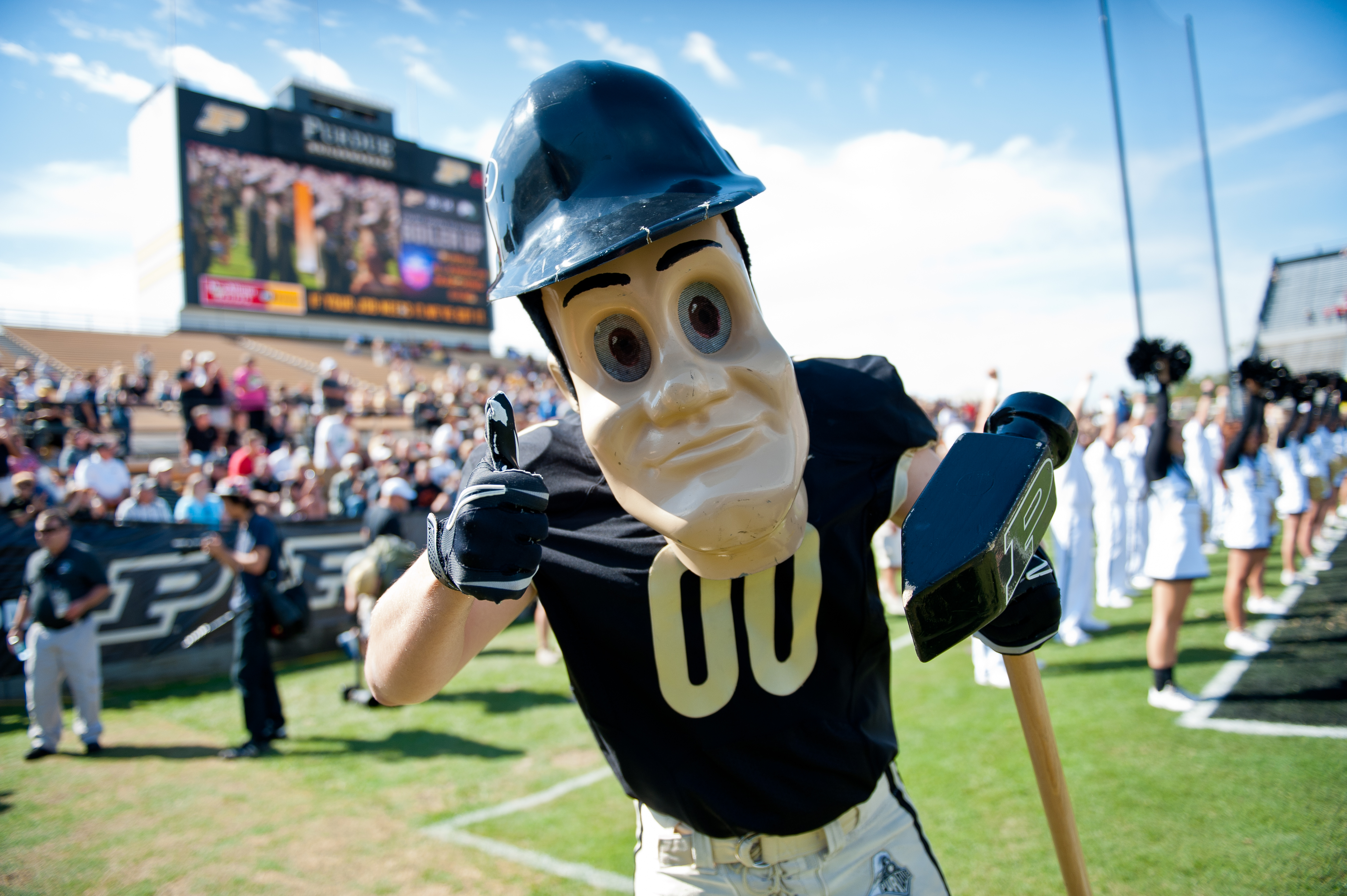
Purdue Pete en septembre 2012.

Le Purdue Pete est conçu pour la première fois comme logo par la librairie universitaire en 1940. Il était apposé sur leurs produits et le représentait habillé de différents vêtements. Le terme « Purdue » fait référence à l'université. Les propriétaires des librairies lui ont donné le nom de « Pete », mais personne ne sait officiellement pourquoi ce nom a été choisi. On lui a donné une identité physique en 1956 pour qu'il apparaisse aux rassemblements estudiantins. Au fil des années, l'apparence de « Purdue Pete » a subi plusieurs changements, certains mineurs d'autres plus drastiques. Sa tête originale était faite de papier mâché, collée sur un cadre en grillage ce qui était très gênant pour la personne qui se trouvait en dessous. Cela limitait fortement ses mouvements bien que l'on attendait de lui qu'il se déplace et fasse des cascades. Cette tête est remplacée par une tête géante en fibre de verre et la personne à l'intérieur utilisait un harnais pour la soutenir. Cette version n’était pas pratique en raison de sa taille. Dans les années 1980, « Purdue Pete » a acquis l'apparence à laquelle il est désormais associé. Les propositions visant à passer à un costume à sculpture douce ont été rejetées en 2006 et 2011,.

### Récompenses individuelles
| Saison | Nom                 | Classement | Points |
| ------ | ------------------- | ---------- | ------ |
| 1943   | Tony Butkovich (en) | 8e         | 0 65   |
| 1965   | Bob Griese          | 8e         | 0 193  |
| 1966   | Bob Griese          | 2e         | 0 618  |
| 1967   | Leroy Keyes (en)    | 3e         | 1 366  |
| 1968   | Leroy Keyes         | 2e         | 1 103  |
| 1969   | Mike Phipps (en)    | 2e         | 1 334  |
| 1972   | Otis Armstrong (en) | 8e         | 0 208  |
| 1979   | Mark Herrmann       | 8e         | 0 54   |
| 1980   | Mark Herrmann       | 4e         | 0405   |
| 1985   | Jim Everett (en)    | 6e         | 0 77   |
| 1999   | Drew Brees          | 4e         | 0 308  |
| 2000   | Drew Brees          | 3e         | 0 619  |

| Saisons | Nom                | Poste | Trophée                 |
| ------- | ------------------ | ----- | ----------------------- |
| 1966    | Bob Griese         | QB    | Sammy Baugh Trophy      |
| 1969    | Mike Phipps (en)   | QB    | Sammy Baugh Trophy      |
| 1980    | Mark Herrmann      | QB    | Sammy Baugh Trophy      |
| 2000    | Drew Brees         | QB    | Maxwell Award           |
| 2000    | Tim Stratton (en)  | TE    | John Mackey Award       |
| 2001    | Travis Dorsch (en) | P     | Ray Guy Award           |
| 2018    | Rondale Moore (en) | WR    | Paul Hornung Award (en) |

### Boilermakers au College Football Hall of Fame
Un total de 18 Boilermakers ont été intronisés au College Football Hall of Fame :
| - Alex Agase – Guard (1941–43, 46), intronisé en 1963 - Otis Armstrong – Halfback (1970–72), intronisé en 2012 - Dave Butz – Defensive tackle (1970–72), intronisé en 2014 - William Dietz – Entraineur principal (1921–26), intronisé en 2012 - Chalmers "Bump" Elliott – Halfback (1943–44), intronisé en 1989 - Bob Griese – Quarterback (1964–66), intronisé en 1984 - Mark Herrmann – Quarterback (1977–80), intronisé en 2010 - Cecil Isbell – Halfback (1935–37), intronisé en 1967 - Leroy Keyes – Halfback (1966–68), intronisé en 1990 | - John McKay – Entraineur principal (1960–75), intronisé en 1988 - Jack Mollenkopf – Entraineur principal (1955–69), intronisé en 1988 - Elmer Oliphant – Halfback (1911–14), intronisé en 1955 - Jim Phelan – Entraineur principal (1922–29), intronisé en 1973 - Mike Phipps – Quarterback (1967–69), intronisé en 2006 - Anthony Poindexter – Assistant entraineur (2017–2020), intronisé en 2020 - Andy Smith – Entraineur principal (1913–15) , intronisé en 1951 - Rod Woodson – Safety (1983–86) , intronisé en 2016 - Jim Young – Entraineur principal (1977–81), intronisé en 1999 |

### Boilermakers au Pro Football Hall of Fame
Quatre Boilermakers ont été intronisés au Pro Football Hall of Fame :
- Len Dawson – QB (1957–1975); intronisé en 1987[43] ;
- Bob Griese – QB (1967–1980); intronisé en 1990[44] ;
- Hank Stram (en) – joueur et entraîneur assistant à Purdue (1960–1974; 1976–1977); intronisé en tant qu'entraîneur en 2003[45] ;
- Rod Woodson – CB / S (1987–2003); intronisé en 2009[46].